# والتر لانگ (بازیگر)
والتر لانگ (انگلیسی: Walter Long؛ ۵ مارس ۱۸۷۹ – ۴ ژوئیهٔ ۱۹۵۲) بازیگر اهل ایالات متحده آمریکا بود.
وی در فیلم‌های صامت آمریکایی در دههٔ ۱۹۱۰ میلادی بازی می‌کرد.

## قسمتی از فیلمشناسی
- هیچ‌جا خانه خود آدم نمی‌شود (۱۹۱۴)
- تولد یک ملت (۱۹۱۵)
- تعصب (۱۹۱۶)
- دیکتاتور (۱۹۲۲)
- سایه‌ها (۱۹۲۲)
- شوک (۱۹۲۳)
- آوای وحش (۱۹۲۳)
- شراب (۱۹۲۴)
- بانو (۱۹۲۵)
- ترجیحاً فولاد (۱۹۲۵)
- شیکاگو (۱۹۲۷)
- ساعت مشکی (۱۹۲۹)
- موبی دیک (۱۹۳۰)
- ما را ببخشید (۱۹۳۱)
- بندرگاه قدیمی! (۱۹۳۲)
- ستاره‌ای انتخاب کن (۱۹۳۷)